# Anton Ambschel
‎Anton Ambschel (Ambschl, Ambschell, Ambšl, madžarsko Ambschell Antal), slovenski fizik, matematik in filozof, * 10. december 1749, Cerknica (ali 9. marec 1751, Gjur, Madžarska), † 14. julij 1821, Bratislava, Slovaška.
Ambschel poleg Štelina, Kuralta in Karpeja predstavlja skupino filozofov iz obdobja razsvetljenstva 17. in 18. stoletja. Pisal je v latinščini in kasneje v nemščini.

## Življenje in delo
Leta 1768 je bil sprejet v jezuitski red. Bil je doktor artističnih umetnosti in filozofije. Od leta 1773 do 1785 je bil javni in redni profesor fizike na ljubljanskem jezuitskem liceju (kolegiju), kjer je pred letom 1785 opravljal tudi rektorsko funkcijo. Tu ga je poslušal tudi Vega.
Nato so ga odstavili in do leta 1804 je bil profesor fizike in mehanike na dunajski univerzi, od leta 1809 do 1821 lektor in kanonik v Bratislavi.
Bil je član ljubljanske akademije operozov in Kranjske kmetijske družbe.
Čeprav je bil po stroki fizik, je svoje glavno delo, napisano v nemščini in ne več v latinščini, Anfangsgruende der allgemeinen auf Erscheinungen und Versuche gebauten Naturlehre I-VI, (Dunaj 1791 do 1793), utemeljeval filozofsko, z Leibniz-Wolffovim racionalizmom. S tem se je jasno odpovedal sholastičnim vzorom. Nauk o naravi je utemeljeval empirično, fizika pa mu je bila veda, ki proučuje medsebojne učinke teles. To je bila obsežna knjiga, nekakšen uvod v naravoslovje, v katerem je astronomija dobila ustrezno mesto.